# Montaña de Reims
La montaña de Reims (Montagne de Reims en francés) es un macizo montañoso situado en la región de Champaña-Ardenas (Francia), que se sitúa en el departamento de Marne. El punto culminante del macizo es el Mont Sinaï (283 m s. n. m.). La región está conocida por sus viñas de champán y su forestia importante. La montaña de Reims está protegido por una declaración como parque natural desde 1976.

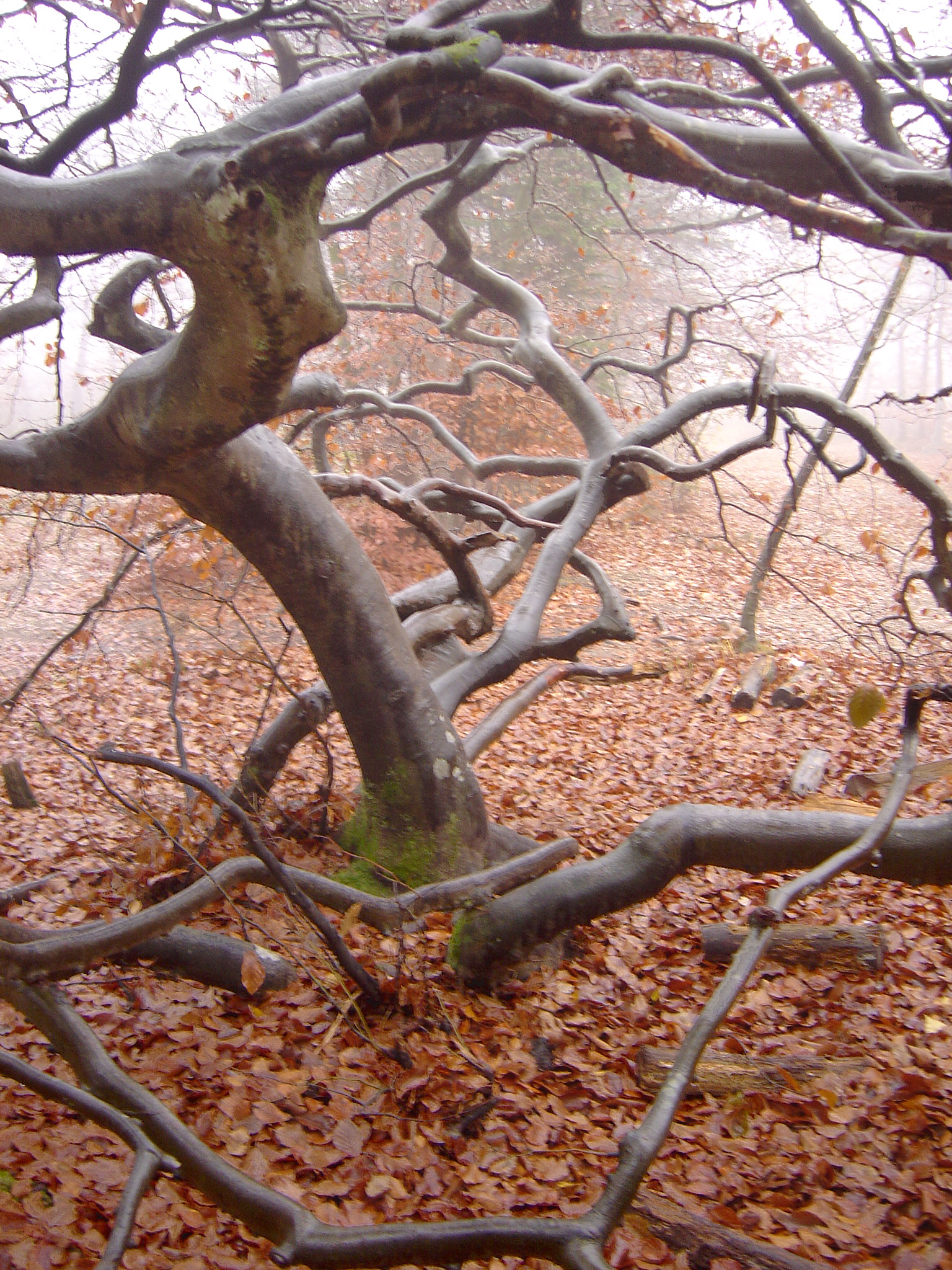
Un fau de Verzy.
Logotipo del parque natural.
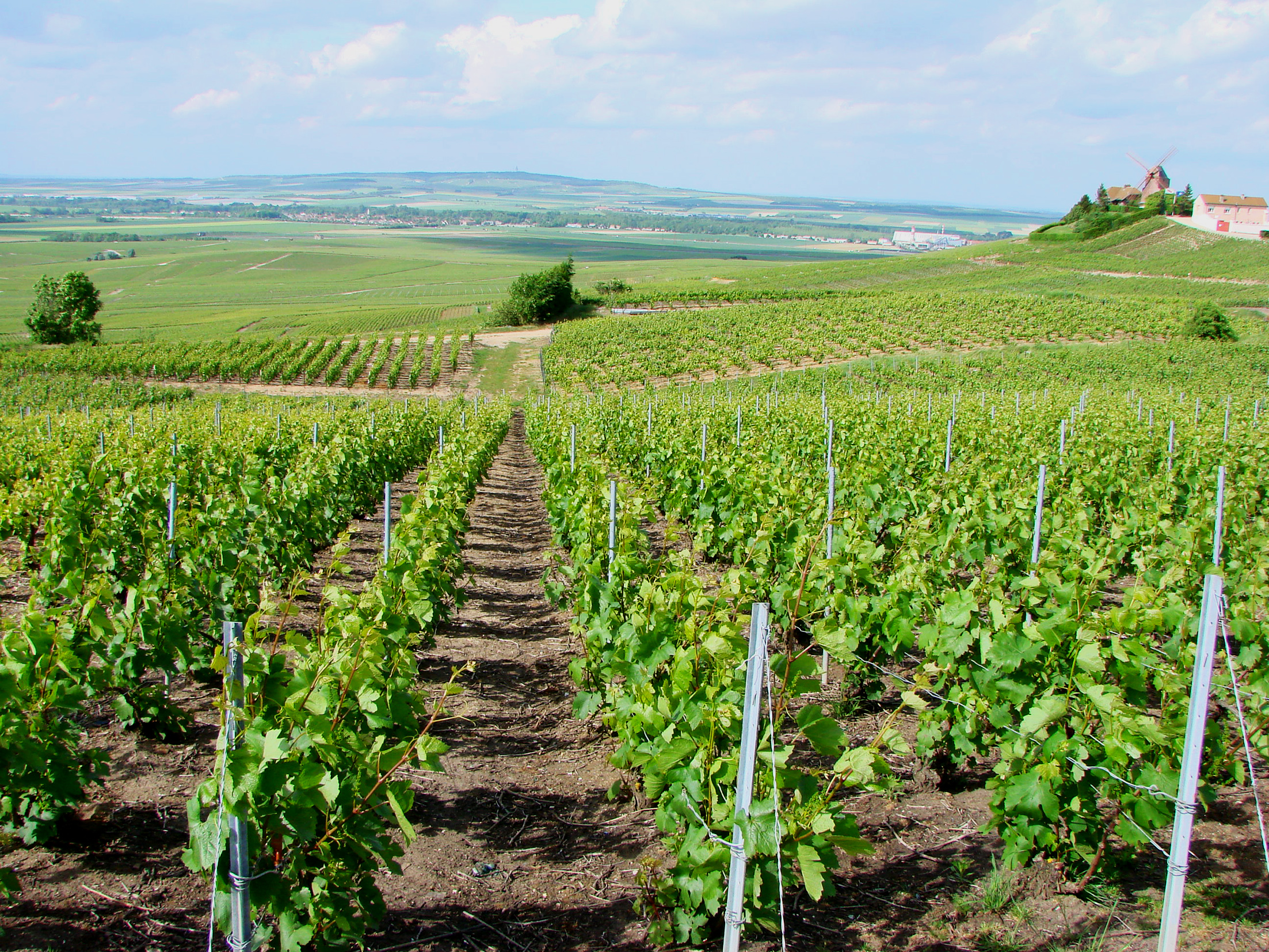
Viñas cerca de Verzenay.

- Datos: Q206751
- Multimedia: Parc naturel régional de la Montagne de Reims / Q206751